# گاگیک بگلاریان (پزشک)
گاگیک آرتاشسی بگلاریان (ارمنی: Գագիկ Արտաշեսի Բեգլարյան؛  زادهٔ ۲۲ دسامبر ۱۹۴۶ - درگذشته ۲۰۲۱) پزشک، ماما اهل ارمنستان که ریاست دپارتمان زنان و زایمان دانشگاه پزشکی دولتی ایروان را برعهده داشت.  

## زندگی‌نامه
وی در ۲۲ دسامبر ۱۹۴۶ در ایروان به دنیا آمد و از دانشگاه پزشکی دولتی ایروان فارغ‌التحصیل گشت. وی پسر آرتاشس بگلاریان است. همچنین برندهٔ جوایزی همچون مدال مخیتار هراتسی (۲۰۰۰) و دانشمند شایسته جمهوری ارمنستان (۲۰۱۴) شده است. وی در ۲۰۲۱ در سن ۷۵ سالگی درگذشت.

## یادداشت
1. ↑  բժշկական գիտությունների դոկտոր